# Sclerocactus wrightiae
Sclerocactus wrightiae ist eine Pflanzenart der Gattung Sclerocactus in der Familie der Kakteengewächse (Cactaceae). Das Artepitheton wrightiae ehrt die US-amerikanische Botanikerin Dorothea Wright aus Salt Lake City, Utah. Ein englischer Trivialnamen ist „Wright´s Fishhook Cactus“.

## Beschreibung
Der gedrückt-kugelig bis oval wachsende Sclerocactus wrightiae erreicht Wuchshöhen und Durchmesser von 4 cm bis 6 cm. Die trichterförmigen Blüten weisen eine Länge und einen Durchmesser von 2 bis 2,5 cm auf. Die Blütenhüllblätter sind meist gelb, selten weiß bis rosafarben. Die Blühperiode beginnt Ende April.
Sclerocactus wrightiae ist nahe verwandt mit Sclerocactus glaucus und Sclerocactus parviflorus und ist ein Vertreter der Sektion Parviflori.

## Systematik, Verbreitung und Gefährdung
Sclerocactus wrightiae ist in Utah in der Wüste des Colorado-Plateaus endemisch auf kiesigem, sandigem, basischem ebenen Gelände oder auf flachen Hügeln in Höhenlagen zwischen 1200 und 1800 Metern. Sie wächst dort oft vergesellschaftet mit Sclerocactus parviflorus subsp. terrae-canyonae, Sclerocactus parviflorus subsp. parviflorus, Pediocactus bradyi subsp. winklerorum und diversen Yucca-Arten.
Die Erstbeschreibung erfolgte 1966 durch den US-amerikanischen Botaniker Lyman David Benson.
Sclerocactus wrightiae ist gefährdet und wurde in den Anhang I des Washingtoner Artenschutzabkommens zum Schutz gefährdeter Arten aufgenommen. In der Roten Liste gefährdeter Arten der IUCN wird die Art als „Near Threatened (NT)“, d. h. als gering gefährdet geführt.

## Bilder
Sclerocactus wrightiae:

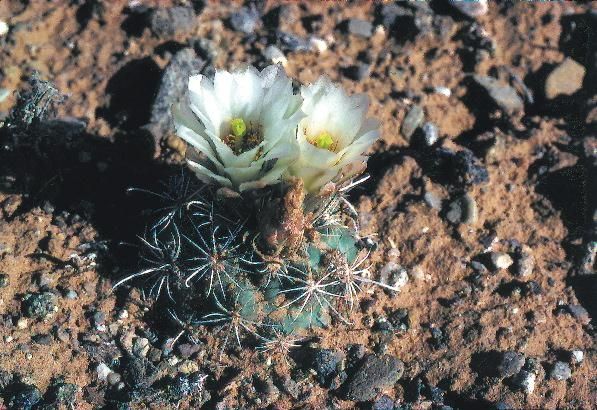
Selten weiß blühend in Utah.
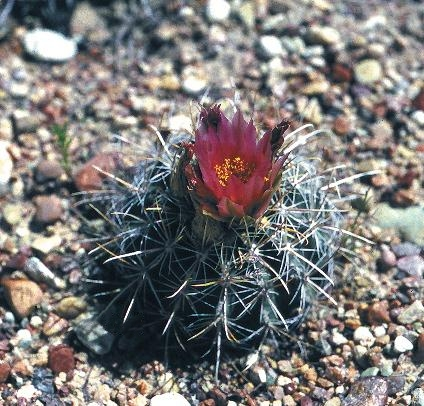
Selten rosa blühend in Utah.
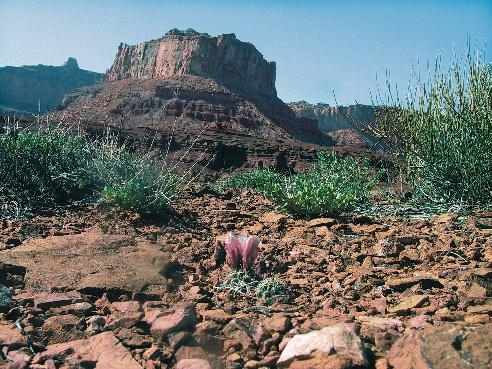
Typische Szenerie in Utah im Land der Sclerocactus-Arten.
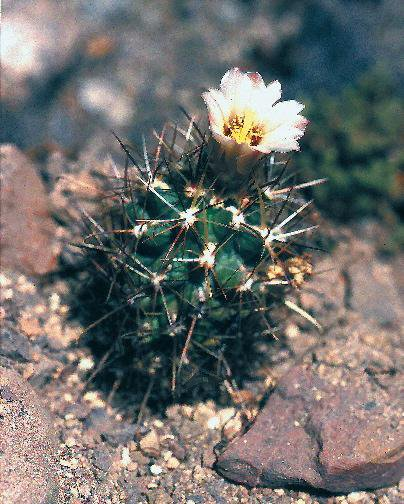
In Kultur.
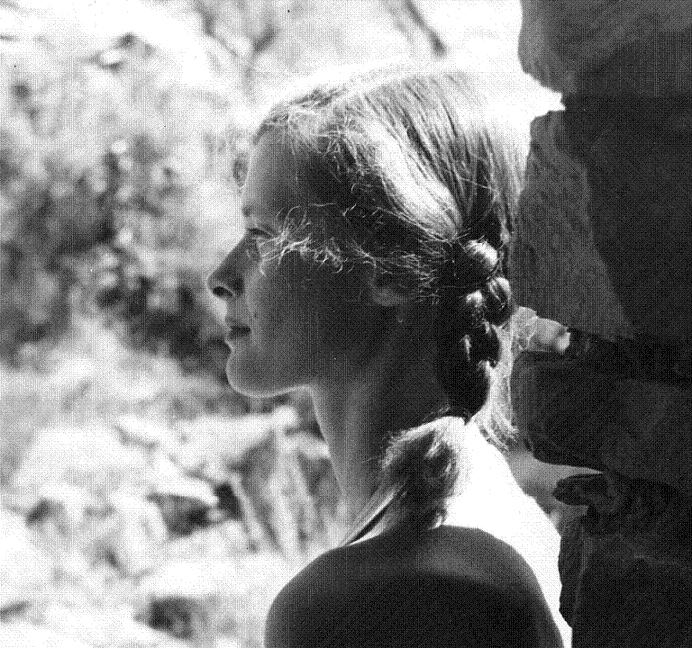
Dorde Wright Woodruff 1957. In Hovenweep, eine Anasazi Ruine in Südost Utah.